# Светла Торбова
Светла Георгиева Торбова-Гигова е български лекар, кардиолог, специалист по хипертония, професор.

## Биография
Родена е през 1939 г. в Оряхово, в семейството на Гаки Торбов. Завършва медицина с пълно отличие в Медицинския университет – София през 1962 г. Има признати специалности по кардиология и вътрешни болести.  През 1982 г. е защитила дисертационен труд за придобиване на образователна и научна степен „доктор“ на тема „Обща и бъбречна хемодинамика на артериалната хипертония“. През 1988 г. е избрана за доцент, а през 1999 г. – за професор.
Проф. Торбова е сред основателите на Българската лига по хипертония (БЛХ), от 1992 г. е неин зам.-председател, а в периода 2006 – 2018 г. е председател на БЛХ. Тя е един от първите в България (заедно с проф. Константин Рамшев) специалисти по клинична хипертония, получила сертификат за това от Европейското дружество по хипертония през 2003 г.
Умира на 5 февруари 2020 г. в София.